# Achaearanea galeiforma
Achaearanea galeiforma är en spindelart som beskrevs av Zhu, Zhang och Xu 1991. Achaearanea galeiforma ingår i släktet Achaearanea och familjen klotspindlar. Inga underarter finns listade i Catalogue of Life.